# Graciano Rozada Vallina
Pour les articles homonymes, voir Graciano et Vallina.
Rozada  Vallina est un nom espagnol. Le premier nom de famille, en général paternel, est Rozada ; le second, en général maternel, souvent omis, est Vallina.
Graciano Rozada Vallina, né le 2 mars 1913 à San Martín del Rey Aurelio, dans les Asturies (Espagne), et mort le 25 juin 2003 à Saint-Éloy-les-Mines, en France, est un syndicaliste républicain espagnol de l'Union générale des travailleurs et un capitaine de l'Armée populaire de la République durant la guerre d'Espagne, exilé en France, en Auvergne, où il décède.

## Famille
Graciano Rozada Vallina, surnommé Chano, est l'époux de la célèbre infirmière Ángeles Flórez Peón (1918-), considérée comme la dernière milicienne survivante de la guerre d'Espagne.
Le mariage a lieu en 1946.

## Biographie
Après le Soulèvement nationaliste des 17 et 18 juillet 1936 en Espagne, il intègre l'Armée populaire de la République espagnole avec le grade de capitaine sur le front de Bilbao.
Lorsque les Asturies tombent en octobre 1937, il se cache dans les montagnes. Il cherche à s'enfuir par bateau le 14 janvier 1939, sur une embarcation destinée aux guerrilleros sur la plage d'El Puntal, dans les Asturies, mais l'évasion est déjouée par la Garde civile. 
Sous l'Espagne franquiste, il est condamné à 15 ans de prison et travaille dans la mine de La Revenga, à San Martín del Rey Aurelio.  
Il participe à la réorganisation du PSOE et parvient à s'exiler en France, à Saint-Éloy-les-Mines, dans le département du Puy-de-Dôme. 
Il continue à militer dans cette ville, avec son épouse surnommée Maricuela, jusqu'à qu'il décède, le 25 juin 2003, à l'âge de 90 ans.